# Старе Цимохи
Старе Цимохи (пол. Stare Cimochy, нім. Alt Czymochen; renamed Finsterwalde in 1929) — село в Польщі, у гміні Каліново Елцького повіту Вармінсько-Мазурського воєводства.
Населення — 26 осіб (2011).
У 1975-1998 роках село належало до Сувальського воєводства.

## Демографія
Демографічна структура станом на 31 березня 2011 року:
|          | Загалом | Допрацездатний вік | Працездатний вік | Постпрацездатний вік |
| -------- | ------- | ------------------ | ---------------- | -------------------- |
| Чоловіки | 10      | 2                  | 7                | 1                    |
| Жінки    | 16      | 5                  | 8                | 3                    |
| Разом    | 26      | 7                  | 15               | 4                    |